# Jovem de novo
Young Again (no Brasil, Jovem de Novo) é um filme americano de 1986, do gênero comédia dramática, dirigido por Steven Hilliard Stern.
O filme foi lançado dia 11 de Maio de 1986 no programa The Disney Sunday Movie no episódio 13.
Este filme marca a aparição do ator Keanu Reeves em um de seus primeiros papéis.

## Sinopse
Ao completar 40 anos, o executivo Michael Riley (Robert Urich) está insatisfeito com a própria idade e tem saudades de sua adolescência e sua ex-namorada Laura Gordon (Lindsay Wagner). Durante a noite sem conseguir dormir ele resolve caminhar pela rua relembrando de Laura. Após caminhar ele embarca em um ônibus e começa a conversar com um homem misterioso, sobre como era feliz quando adolescente, terminada a conversa chega ao final da linha e percebe no reflexo da janela que tornou-se jovem novamente.
Sabendo que sua antiga paixão estava disponível, ele voltou a sua cidade de origem para rever e vivenciar novamente tudo aquilo que sentia falta. Conseguiu Matricular-se na sua antiga escola se passando por seu próprio filho. Logo tornou-se o rapaz mais popular e inteligente da escola, graças a sua experiência e habilidade com o basquete. Mas diversas situações foram ocorrendo e ele se viu desejando novamente voltar a ter seus 40 anos de idade.

## Elenco
- Robert Urich — Michael Riley
- Lindsay Wagner — Laura Gordon
- Keanu Reeves — Michael Riley (aos 17 anos)
- Jessica Steen  — Tracy Gordon
- Jack Gilford — Homem misterioso
- Jason Nicoloff — Peter Gordon
- Jeremy Ratchford — Todd
- Peter Spence — Jeff
- Jonathan Welsh — Jerry
- Stevie Vallance — Deborah
- Vincent Murray — Ted
- John Friesen — Coach
- Beth Amos — Landlady
- Valerie Boyle — Edith

## Trilha sonora
A trilha sonora do filme foi composta por James Di Pasquale.